# Rudskalle
Rudskallen er en almindelig ferskvandsfisk i danske søer og større åer. Den tilhører karpefamilien. Den lever hovedsageligt af planteføde, som f.eks. hornblad, vandaks, vandpest, tusindblad og kransnålalger.
Ud over planter æder den døgnfluelarver, vårfluelarver, mindre krebsdyr, snegle og insekter.
Rudskallen kan veje op til to kilo, og blive op til 45 centimeter lang. Kan forveksles med den almindelige skalle, men adskiller sig fra denne ved rygfinnens placering.
Den danske rekord er 1,875 kilo, fanget i grusgrav i Han Herred i september 2002.